# Мак-Давитт (тауншип, Миннесота)
Мак-Давитт (англ. McDavitt) — тауншип в округе Сент-Луис, Миннесота, США. На 2000 год его население составляло 487 человек.

## География
По данным Бюро переписи населения США площадь тауншипа составляет 187,4 км², из которых 184,3 км² занимает суша, а 3,2 км² — вода (1,70 %).

## Демография
По данным переписи населения 2000 года здесь находились 487 человек, 188 домохозяйств и 149 семей.  Плотность населения —  2,6 чел./км².  На территории тауншипа расположено 229 построек со средней плотностью 1,2 построек на один квадратный километр. Расовый состав населения: 96,10 % белых, 0,41 % афроамериканцев, 1,64 % коренных американцев, 0,21 % азиатов, 0,21 % c Тихоокеанских островов, 0,62 % — других рас США и 0,82 % приходится на две или более других рас. Испанцы или латиноамериканцы любой расы составляли 1,03 % от популяции тауншипа.
Из 188 домохозяйств в 35,1 % воспитывались дети до 18 лет, в 70,2 % проживали супружеские пары, в 5,3 % проживали незамужние женщины и в 20,7 % домохозяйств проживали несемейные люди. 19,7 % домохозяйств состояли из одного человека, при том 6,9 % из — одиноких пожилых людей старше 65 лет. Средний размер домохозяйства — 2,59, а семьи — 2,93 человека.
25,9 % населения — младше 18 лет, 6,6 % — в возрасте от 18 до 24 лет, 26,9 % — от 25 до 44, 30,0 % — от 45 до 64, и 10,7 % — старше 65 лет. Средний возраст — 40 лет. На каждые 100 женщин приходилось 111,7 мужчин.  На каждые 100 женщин старше 18 приходилось 111,1 мужчин.
Средний годовой доход домохозяйства составлял 40 625 долларов, а средний годовой доход семьи —  43 500 долларов. Средний доход мужчин —  37 000  долларов, в то время как у женщин — 23 750. Доход на душу населения составил 16 251 доллар. За чертой бедности находились 9,5 % семей и 14,4 % всего населения тауншипа, из которых 22,1 % младше 18 и 19,6 % старше 65 лет.